# Jupiter-Amphitheater
Das Jupiter-Amphitheater ist ein imposantes, steilwandiges und von einem Gletscher eingenommenes Tal im ostantarktischen Viktorialand. In den Usarp Mountains liegt es in der östlichen Morozumi Range zwischen dem Sickle Nunatak und dem Mount Van Veen.
Der United States Geological Survey kartierte es anhand eigener Vermessungen und Luftaufnahmen der United States Navy aus den Jahren von 1960 bis 1963. Teilnehmer einer von 1967 bis 1968 dauernden Kampagne der New Zealand Geological Survey Antarctic Expedition nahmen die Benennung vor.